# 日本のスポーツのリーグ一覧
日本のスポーツのリーグ一覧（にほんのスポーツのリーグいちらん）は、日本におけるスポーツのリーグ（大会形式）をまとめた一覧。

## アイスホッケー
- アジアリーグ
  - エクストリームアイスホッケーリーグ
    - Jアイス・リーグ (日本アイスホッケーリーグ)
Jアイス・ノース・ディビジョン
Jアイス・ノースイースト・ディビジョン
Jアイス・イースト・ディビジョン
Jアイス・セントラル・ディビジョン
Jアイス・ウエスト・ディビジョン
Jアイス・サウス・ディビジョン
- 女子日本アイスホッケーリーグ

## アメリカンフットボール
- Xリーグ
  - X2リーグ
    - X3リーグ

## クリケット
- 日本プレミアリーグ
  - 日本クリケットリーグ
- 日本女子クリケットリーグ

## サッカー
- 日本プロサッカーリーグ（Jリーグ）
J1リーグ
J2リーグ
　J3リーグ（制度上はJFLと同格の扱い）
  - 日本フットボールリーグ(JFL)
（1部制）
    - 地域リーグ
北海道サッカーリーグ（1部制）
東北社会人サッカーリーグ（2部制:2部は北部と南部の2ブロック）
関東サッカーリーグ（2部制）
北信越フットボールリーグ（2部制）
東海社会人サッカーリーグ（2部制）
関西サッカーリーグ（2部制）
中国サッカーリーグ（1部制）
四国サッカーリーグ（1部制）
九州サッカーリーグ（1部制）
      - 都道府県リーグ
（1～4部:県によって異なる）
- 日本女子プロサッカーリーグ(WEリーグ)
- 日本女子サッカーリーグ（なでしこリーグ）
なでしこリーグ（2部制）
  - 地域リーグ（女子）
北海道女子サッカーリーグ
東北女子サッカーリーグ
関東女子サッカーリーグ
北信越女子サッカーリーグ
東海女子サッカーリーグ
関西女子サッカーリーグ
中国女子サッカーリーグ
四国女子サッカーリーグ
九州女子サッカーリーグ
    - 都府県リーグ（女子）
      - 都府県リーグ（女子）
        - 都市リーグ（女子）
          - 支部リーグ（女子）
- 高円宮杯 JFA U-18サッカーリーグ
  - チャンピオンシップ
  - プレミアリーグ
プレミアリーグイースト
プレミアリーグウエスト
    - プリンスリーグ
プリンスリーグ北海道
プリンスリーグ東北
プリンスリーグ関東
プリンスリーグ北信越
プリンスリーグ東海
プリンスリーグ関西
プリンスリーグ中国
プリンスリーグ四国
プリンスリーグ九州
      - 都道府県リーグ（1～4部:県によって異なる）

## フットサル
- 日本フットサルリーグ(Fリーグ)
F1リーグ
　F2リーグ
  - 地域リーグ
- 日本女子フットサルリーグ
  - 地域リーグ (フットサル)
北海道女子フットサルリーグ（2部制）
東北女子フットサルリーグ（1部制)
女子関東フットサルリーグ（1部制）
北信越女子フットサルリーグ（1部制）
東海フットサルリーグ女子（1部制）
関西フットサルリーグ女子（1部制）
中国女子フットサルリーグ（1部制）
九州女子フットサルリーグ（1部制）
    - 都道府県リーグ（1～2部:県によって異なる）

## 水球
- ジャパンウォーターポロリーグ

## ソフトボール
- 日本男子ソフトボールリーグ
- JDリーグ
  - 日本女子ソフトボールリーグ

## 卓球
- Tリーグ (卓球)
- 日本卓球リーグ
  - 男子1部
    - 男子2部

  - 女子1部
    - 女子2部

## バスケットボール
- B.LEAGUE
B1リーグ
B2リーグ
  - B3.LEAGUE
    - SB1リーグ
      - SB2リーグ
- Wリーグ
  - SB1リーグ
    - SB2リーグ
- 3x3.EXE

## バドミントン
- バドミントンS/Jリーグ男子
  - バドミントンS/JリーグII男子
    - バドミントンS/JリーグIII男子1部
- バドミントンS/Jリーグ女子
  - バドミントンS/JリーグII女子
    - バドミントンS/JリーグIII女子

## バレーボール
- SVリーグ男子
  - Vリーグ男子
- SVリーグ女子
  - Vリーグ女子

## ハンドボール
- リーグH男子
  - チャレンジ・ディビジョン男子
- リーグH女子
  - チャレンジ・ディビジョン女子

## ホッケー
- 日本リーグ男子
  - 東日本リーグ
    - 関東1部リーグ 
      - 関東2部リーグ 
        - 関東3部リーグ

  - 西日本リーグ
    - 関西1部リーグ 
      - 関西2部リーグ 
        - 関西3部リーグ
- 日本リーグ女子

## 野球
- NPB
  - セントラル・リーグ、パシフィック・リーグ（一軍のみによるリーグ）
    - イースタン・リーグ、ウエスタン・リーグ（二軍以下によるリーグ）
- 日本独立リーグ野球機構
  - 四国アイランドリーグplus
  - ベースボール・チャレンジ・リーグ
  - 九州アジアリーグ
- 関西独立リーグ
- 北海道ベースボールリーグ
- 日本女子プロ野球機構
- 社会人野球
  - JABA関東選抜リーグ

## ラグビー
- ジャパンラグビーリーグワン
- 地域リーグ
  - トップイーストリーグ
    - 関東社会人1部
      - 関東社会人2部
        - 関東社会人3部

  - トップウェストAリーグ
    - トップウェストB
      - トップウェストC

  - トップキュウシュウAリーグ
    - トップキュウシュウBリーグ